# Herbert Plaxton
Herbert Alfred Wellington Plaxton (* 22. April 1901 in Barrie, Ontario; † 7. November 1970) war ein kanadischer Eishockeyspieler. Bei den Olympischen Winterspielen 1928 gewann er als Mitglied der kanadischen Nationalmannschaft die Goldmedaille. Sein Bruder Hugh und sein Cousin Roger waren ebenfalls 1928 Olympiasieger im Eishockey. 

## Karriere
Für Kanada nahm Herbert Plaxton an den Olympischen Winterspielen 1928 in St. Moritz teil, bei denen er mit seiner Mannschaft die Goldmedaille gewann. Zusammen mit seinem Cousin Roger gehörte er im Gegensatz zum Großteil der Olympiamannschaft nicht den Toronto Varsity Grads an, die 1927 den Allan Cup gewonnen hatten, jedoch konnte sein Bruder Hugh den Nationaltrainer Conn Smythe von den Qualitäten der beiden überzeugen. Im Turnierverlauf absolvierte Herbert Plaxton zwei Spiele und erzielte zwei Tore beim 14:0-Sieg über Großbritannien. Nach seinem Karriereende als Eishockeyspieler war Plaxton als Anwalt tätig.

## Erfolge und Auszeichnungen
- 1928 Goldmedaille bei den Olympischen Winterspielen